# 庫季 (拉傑霍夫區)
50°16′15″N 24°40′48″E / 50.27083°N 24.68000°E
庫季（烏克蘭語：Кути），是烏克蘭西部的村莊，隸屬利維夫州的舍普季茨基區。該村面積0.92平方公里，海拔高度200米，2001年人口74，人口密度每平方公里80.43人。